# Musée folklorique

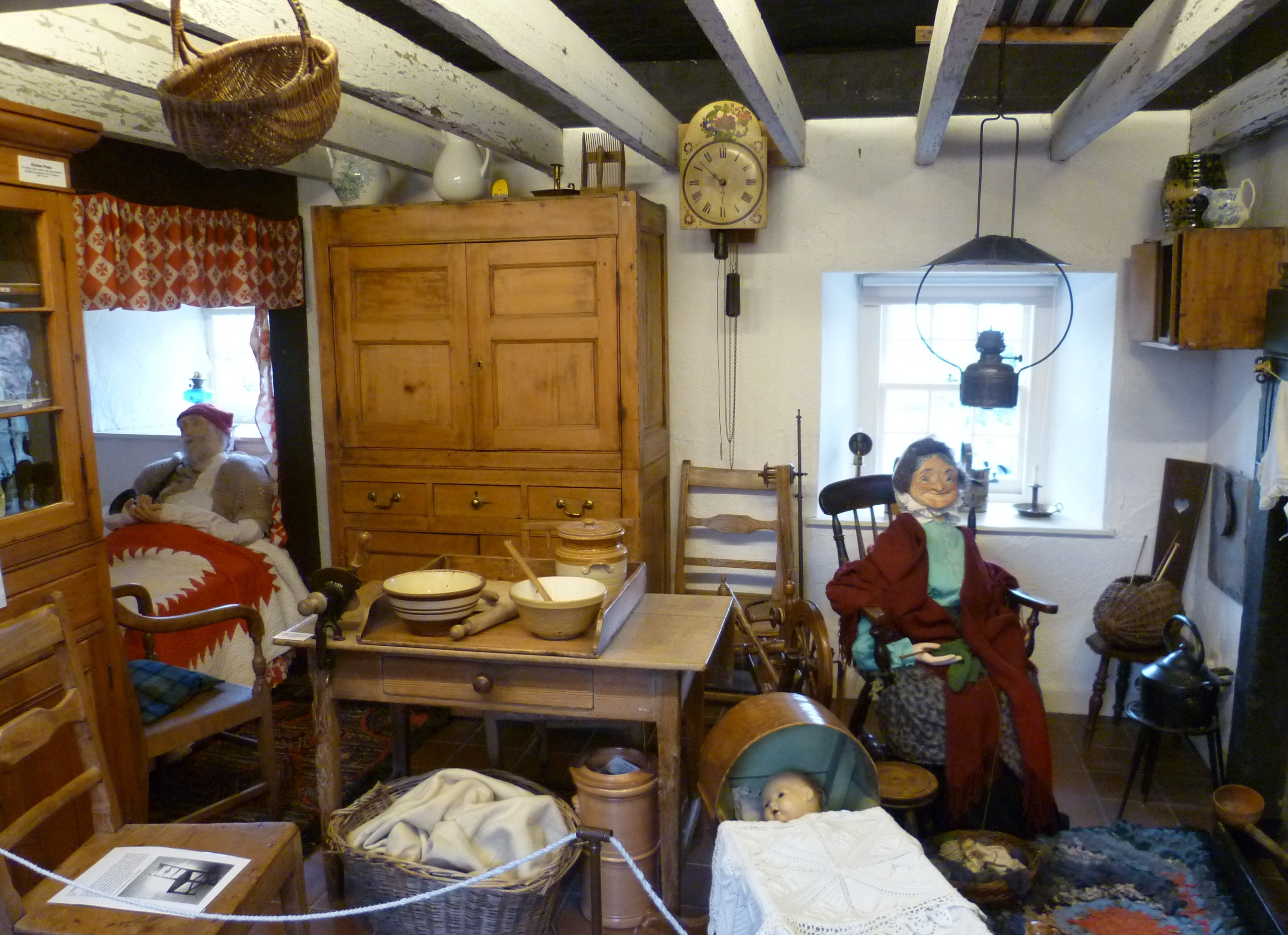
Exposition du Fife Folk Museum.

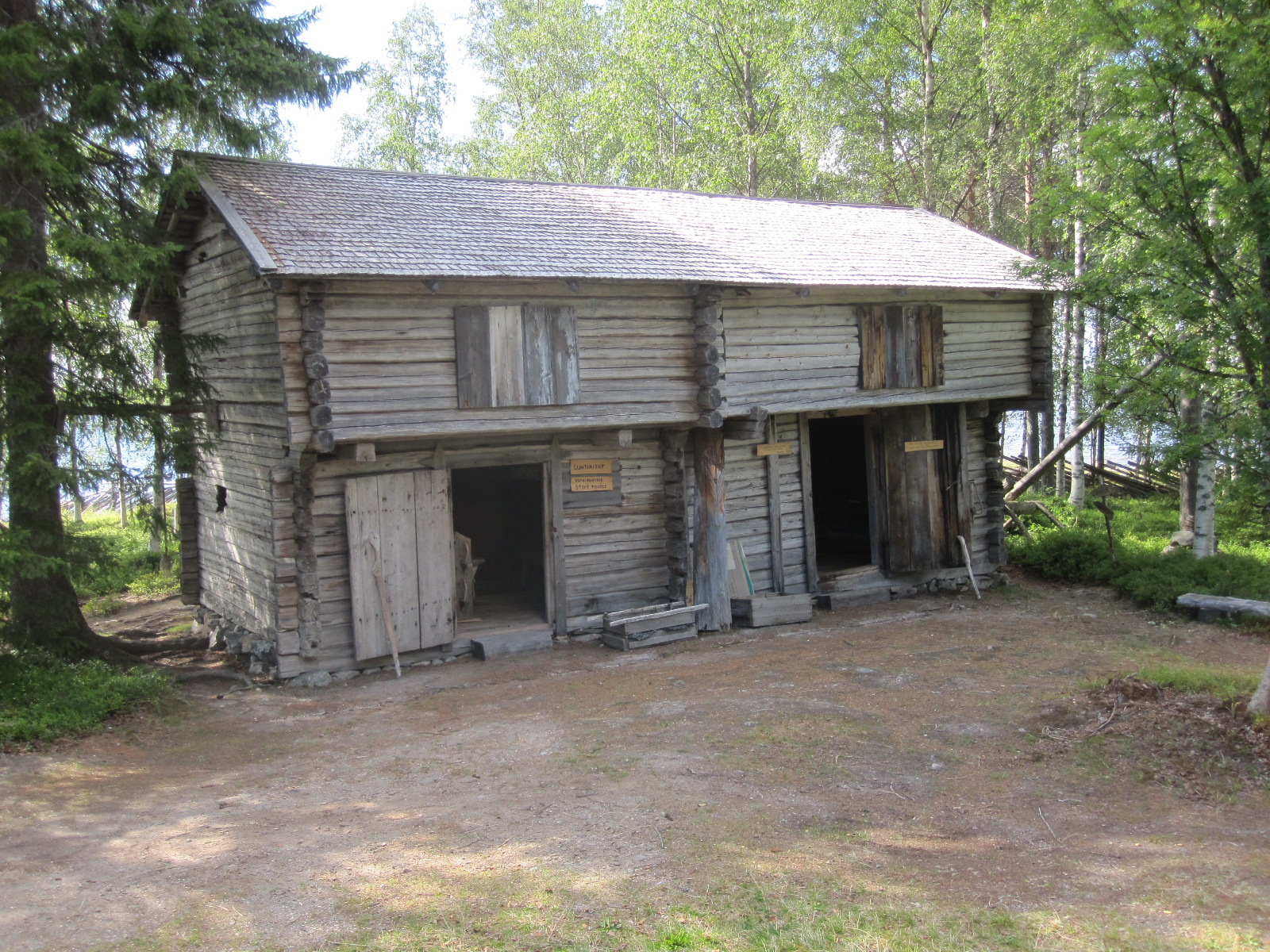
Musée local à Suomussalmi

Un musée folklorique est un musée qui traite de la culture et du patrimoine folkloriques. Ces musées traitent de la vie locale dans les communautés rurales. Généralement, il présente généralement des objets historiques qui ont été utilisés dans le cadre de la vie quotidienne des gens. Ces objets comprennent par exemple des vêtements et des outils. De nombreux musées folkloriques sont également des musées en plein air et certains traitent de l'histoire rurale.

## Histoire
Le concept de musées en plein air est né en Scandinavie à la fin du XIXe siècle. Artur Hazelius, folkloriste suédois, a fondé ce qui allait devenir le Musée nordique en 1873 pour abriter une collection ethnographique de meubles, de vêtements, d'outils, de jouets et d'autres objets paysans. Plus tard, il créa le musée en plein air Skansen à Stockholm en 1891, où il érigea environ 150 maisons et fermes de toute la Suède, les transportant pièce par pièce et les reconstruisant pour offrir une image unique de la Suède traditionnelle. Skansen est devenu un modèle pour d'autres établissements de plein air en Europe du Nord,.